# Aniya Nurse
Aniya Nurse (* 11. Juli 2008) ist eine barbadische Leichtathletin, die sich auf den Sprint spezialisiert hat.

## Sportliche Laufbahn
Erste internationale Erfahrungen sammelte Aniya Nurse bei den CARIFTA Games 2023 in Nassau, bei denen sie in 12,07 s den siebten Platz im 100-Meter-Lauf in der U17-Altersklasse belegte und über 200 Meter mit 25,15 s auf Rang acht gelangte. Zudem gewann sie mit der barbadischen 4-mal-400-Meter-Staffel in 3:50,49 min die Silbermedaille. Anschließend belegte sie bei den U18-NACAC-Meisterschaften in San José in 24,60 s den sechsten Platz im 200-Meter-Lauf und schied über 100 Meter mit 11,93 s im Vorlauf aus. Im Jahr darauf gewann sie bei den CARIFTA Games in St. George’s in 11,76 s die Bronzemedaille über 100 Meter und gelangte mit 24,51 s auf Rang sieben über 200 Meter. Zudem wurde sie mit der 4-mal-400-Meter-Staffel disqualifiziert.
2023 wurde Nurse barbadische Meisterin im 200-Meter-Lauf.

## Persönliche Bestzeiten
- 100 Meter: 11,76 s, 30. März 2024 in St. George’s
- 200 Meter: 24,31 s (−0,1 m/s), 12. März 2023 in Bridgetown